# Bilimora
Bilimora é uma cidade e um município no distrito de Navsari, no estado indiano de Gujarat.

## Geografia
Bilimora está localizada a 20° 45′ N, 72° 57′ L. Tem uma altitude média de 4 metros (13 pés).

## Demografia
Segundo o censo de 2001, Bilimora tinha uma população de 51 087 habitantes. Os indivíduos do sexo masculino constituem 51% da população e os do sexo feminino 49%. Bilimora tem uma taxa de literacia de 77%, superior à média nacional de 59,5%; a literacia no sexo masculino é de 81% e no sexo feminino é de 74%. 9% da população está abaixo dos 6 anos de idade.